# Клязьминське водосховище
Клязьминське водосховище (рос. Клязьминское водохранилище) — одне з водосховищ системи каналу імені Москви. Розташоване у Московській області і межах міського округу Хімки і міського округу Митищі.
На березі водосховища розташувалися мікрорайон Хлєбниково міста Долгопрудний, селища Покровська Гора, Новоалександрово, Селище Птахофабрики, Поведники, Чиверево; присілки Новосельцево, Капустіно, Сьомкіно, Сорокіно, Терпигор'єво, Подрєзово, Болтіно, Осташково, а також декілька дачних і садівничих товариств.

## Характеристика
Утворено в 1937 році в результаті споруди на річці Клязьмі Пироговського гідровузла. Є одним з найбільших водосховищ регіону.
Сполучене з П'яловським і Хімкинським, включає в себе Пироговське водосховище.
Корисний об'єм — 27 млн м³, площа — 16,2 км².
Ширина — до 1,2 км, довжина — 16 км, глибина — до 16 м (середня — 5,5 м). Регулювання стоку сезонне, коливання рівня до 2 метрів.
Замерзає в середині листопада, розкривається в середині квітня.

## Значення водосховища
Використовується для водопостачання Москви і Московської області, обводнення Москви-ріки, судноплавства, регулювання рівня та забрудненості води в Клязьмі. Популярне місце відпочинку.
Крім того резервуар разом з іншими водосховищами використовується, як запас енергії для Сходненської та інших малих ГЕС.

## Тваринний світ і рослинність
У водосховищі водяться окунь, плотва, йорж, лящ, сом, ротань.
Береги водойми заселені, безліч пляжів і причалів, лівий берег місцями розорали. Зустрічаються окремі ділянки соснових борів і дібров, зрідка трапляються вологі лукові берега. Великі ділянки змішаного лісу ростуть лише в районі московського водозабірного вузла.